# Lucas Andersen
Lucas Qvistorff Andersen, född 13 september 1994 i Aalborg, är en dansk fotbollsspelare som spelar för Queens Park Rangers.

## Karriär
Den 5 februari 2024 värvades Andersen av Championship-klubben Queens Park Rangers, där han återförenades med sin tidigare tränare Martí Cifuentes.